# 紅芭みゆ
紅芭 みゆ（いろは みゆ、1998年9月4日 - ）は日本の女性アイドル・声優。
株式会社シーメジャーワークス所属、活動グループ名はElectric Girl Ⅲ。

## 特徴
ハスキーボイスで切ない歌詞の曲を歌い上げることを得意とする。
身長が女性平均身長よりも高いためにダンスの際に大きく目立つ。

## チャームポイント
飾らない笑顔。配信や赤いサイリウムを振ると見ることができる。

## イメージカラー
イメージカラーは「PassionRed」。衣装も赤を基調としている。

## 人物
動きの激しいダンスを得意とし、ステージで明るく振る舞う。
視力が良く、ステージ上から隠れているファンを見つけるのが得意である。
過去の配信で培ったリスナー捌きと歯に衣着せぬ物言いが人気であるが、弄られキャラでもある。

## 楽曲の一覧

### Electric Girl Ⅲとして
- キボウノウタ

Electric Girl Ⅲの代表曲ともいえる曲。
サビから入るため、最初から盛り上がることができる構成になっており、Electric Girl Ⅲといえばこれ！というファンも多い。
- to be alive...

手と足を大きく使ったダンスが特徴。ダンス自体の動きが激しいうえに、ステージ上の立ち位置の入れ替わりが激しいので難易度が高めである。高い身体能力を活かしたダンスを見たい方は必見。
- 絶対乙女宣言
- アウトサイダー
- ∞Diver
- 未来Delight

- US

早口のラップが印象に残る１曲。シーメジャーワークスのアイドルグループ全体で歌われている楽曲ではあるが、Electric Girlのバージョンはラップのイメージとよくリンクしている。
- ITADAKI
- SpellMagic

## 活動内容・履歴
- アイドルグループ「Electric Girl Ⅲ」（エレクトリックガールⅢ）として[3]
- 配信「Pococha」・「ツイキャス」・「ミクチャ」などで２３時～２５時頃配信活動中。[4]
- 「only five」では、５名限定でいつもと少し違った姿の写真を見ることができる。[5]
- HADO
- シーメジャーワークス撮影会
- チェキチャ[6]
- Shibuya Cross-FM
- エレハチ 大阪・名古屋ツーマン
- DJダイノジ見参「歌舞伎町降臨編」
- アイプラアイドルパーティー Vol.9 DAY＆NIGHT
- iColony LIVE 27 // DAY2
- ゲキモリdeパーリナイ
- 池袋グラフィティ
- IDOL BATTLE TOKYO 決勝第一
- PENGUIN~みんなのぺんぐいーん~
- ElectricGirl Ⅲ単独公演「Electric Magic」
- IDOL MiXJUiCE  inシブヤ
- アナフェス名古屋 〜何かが起こる!?ライオンドームFINAL🔥!!今までありがとう無銭SP!!〜
  1. エレガ オフ会
- POP IN FESTIVAL 2021 in HURIC 'day2'
- あまりりす PRESENTS ラムネとソーダのノンフィクション vol.13 花実ねあ生誕祭～茜色の舞踏会～

## 動画
【アウトサイダー】  https://www.youtube.com/watch?v=rz6vjgjR-WQ
【to be alive...】　  https://www.youtube.com/watch?v=Hf0tMBIqkGk
【SpellMagic】　 　 https://www.youtube.com/watch?v=FlsETah-Ct0&list=PLmAHGcNkQYHLeZM5U3HaIttJFaOEeeBju&index=8
【∞Diver】　　      https://www.youtube.com/watch?v=iA2CuTcx1pI&list=PLmAHGcNkQYHLeZM5U3HaIttJFaOEeeBju&index=20
【ITADAKI】　　 　https://www.youtube.com/watch?v=rz18_Zn0mzc
【絶対乙女宣言】　  https://www.youtube.com/watch?v=iJRK1YXgGrY&list=PLmAHGcNkQYHLeZM5U3HaIttJFaOEeeBju&index=16
【US】　　　　　    https://www.youtube.com/watch?v=NlKkvnlBLrQ
【未来Delight】       https://www.youtube.com/watch?v=KVBdtVqNdZs&list=PLmAHGcNkQYHLeZM5U3HaIttJFaOEeeBju&index=19
    

【キボウノウタ】 　　https://www.youtube.com/watch?v=_TD0P0uzzW4